# Zdeněk Škromach

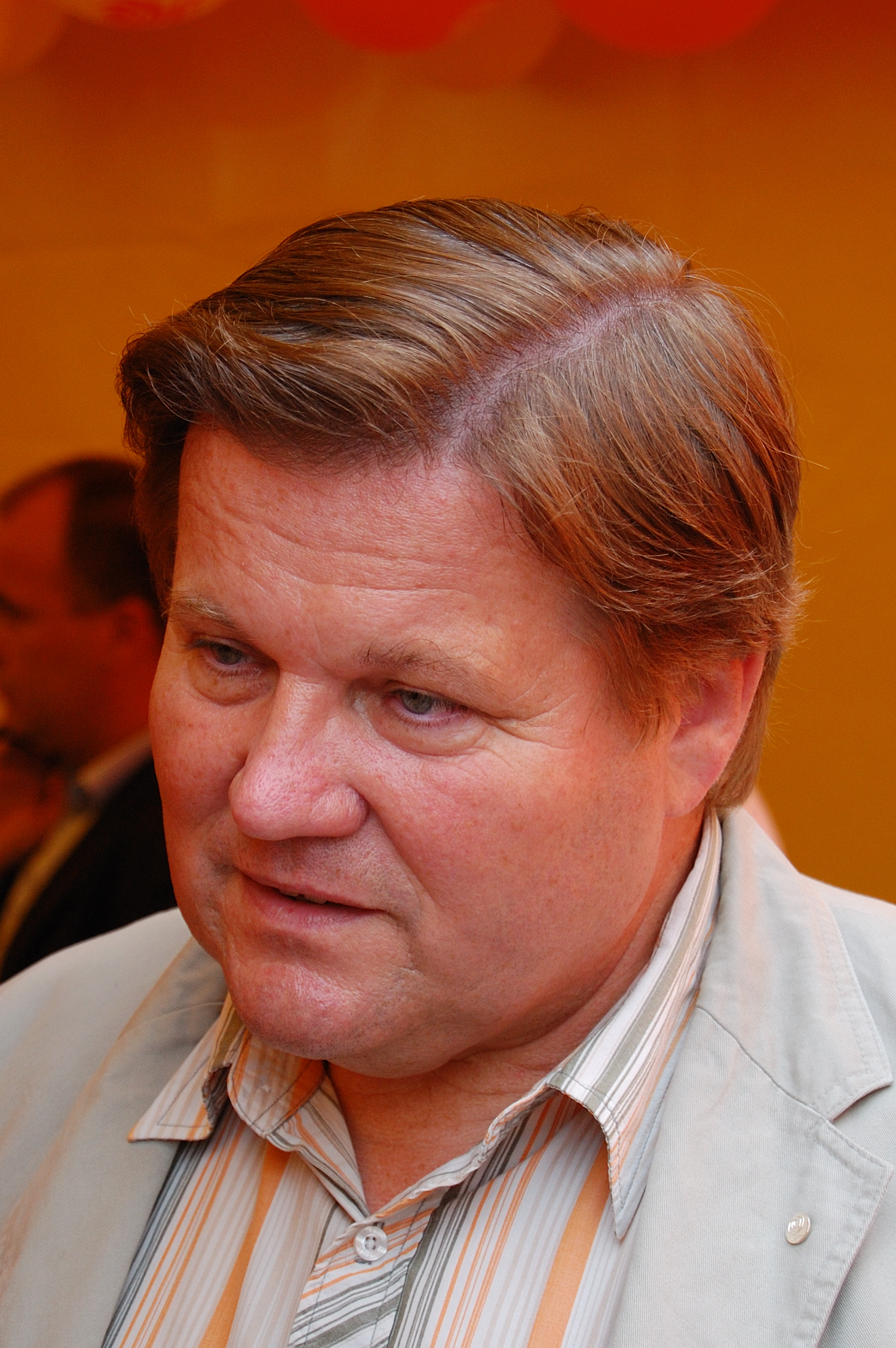
Zdeněk Škromach

Zdeněk Škromach (* 31. Dezember 1956 in Hodonín) ist ein tschechischer sozialdemokratischer Politiker und ehemaliger Vizevorsitzender der ČSSD. Von 2010 bis 2016 war er Senator und stellv. Parlamentspräsident des tschechischen Senats.

## Werdegang
Nach einer Lehre als Elektromonteur, einem Fachabitur und anschließendem Studium der Elektrotechnik an der Technischen Universität Brünn arbeitete Škromach zunächst als Industriemeister in seiner Heimatstadt Hodonín. In dieser Zeit (1982–1989) war er Mitglied der KSČ. 1989 wurde er im örtlichen Betrieb zum Gewerkschaftsvorsitzenden gewählt und trat 1995 der ČSSD bei, wo er dem linken Parteiflügel zugerechnet wird. Bei der Parlamentswahl 1996 wurde Škromach erstmals ins Abgeordnetenhaus gewählt, dem er ununterbrochen bis 2010 angehörte. 2000 bis 2001 war er kurzzeitig Fraktionsvorsitzender des sozialdemokratischen Parlamentsclubs. 1997 wurde er zum Vizevorsitzenden der ČSSD gewählt, ein Amt, das er mit kurzen Unterbrechungen bis zum November 2013 innehatte. 2005 bewarb er sich nach dem Rücktritt von Vladimír Špidla um den Parteivorsitz, allerdings unterlag er dem kommissarischen Vorsitzenden und amtierenden Ministerpräsidenten Stanislav Gross. Doch führte die Wahl Gross’ zum Auseinanderbrechen der damaligen Regierung.
Nach dem relativ schlechten Abschneiden der ČSSD bei den Parlamentswahlen 2013 forderte Škromach zusammen mit weiteren Staatspräsidenten Miloš Zeman nahestehenden ČSSD-Politikern um den ersten Vizevorsitzenden Michal Hašek den Rücktritt des Parteivorsitzenden Bohuslav Sobotka. Nachdem Sobotka allerdings eine unerwartete Unterstützung in der Partei erhalten hatte, stellte Škromach am 7. November 2013 seinen Vizevorsitzendenposten in der ČSSD zur Verfügung.

## Minister für Arbeit und Soziales
Nach den Parlamentswahlen 2002 wurde er in der Koalitionsregierung unter Leitung von Vladimír Špidla zum Minister für Arbeit und Soziales berufen. Dieses Amt behielt er auch in der 2004 nachfolgenden Regierung Regierung von Stanislav Gross, wo er zusätzlich das Amt des ersten stellv. Ministerpräsidenten übernahm. Nach Gross’ Rücktritt wurde Škromach wiederum als Minister für Arbeit und Soziales und stellv. Ministerpräsident in die Regierung von Jiří Paroubek berufen. Nachdem die Sozialdemokraten nach den Parlamentswahlen 2006 nicht mehr an der Regierung beteiligt waren, schied auch Zdeněk Škromach aus der Regierung aus.

## Senator
2010 kandidierte Škromach erfolgreich im Wahlkreis seiner Heimatstadt Hodonín für den Senat. Er setzte sich mit 37,28 % im ersten Wahlgang, bzw. 56,17 % in der Stichwahl gegen die bisherige Senatorin Alena Venhodová von der ODS durch. Škromach übernahm nach seiner Wahl die Position eines Vizepräsidenten des Senates. Bei der Senatswahl 2016 unterlag Škromach in der Stichwahl Anna Hubáčková von der KDU-ČSL.

## Privates
Škromach ist verheiratet und hat zwei Kinder. Die Familie lebt in der Gemeinde Rohatec unweit der mährischen Stadt Hodonín.